# 采谷義秋
采谷 義秋（うねたに よしあき、1944年10月6日 - 2022年11月5日）は、日本のマラソン選手。"元祖"市民ランナー。

## 経歴・人物

### 大学卒業まで
広島県呉市広長浜生まれ。広島電機大学附属高校（現広島国際学院高校）機械科卒業。高校2年時の1962年全国高校駅伝では、4区区間賞で全国3位に貢献した。
1963年、体育教師になるため日本体育大学健康学科に進学。日体大は当時、長距離・マラソンの一級選手は出ておらず、采谷は特定のコーチにつかず独自のプログラムを作り練習した。健康学科の授業を通して、自身の体調を科学的に分析し、また力学から足の運び、重心の置き方を研究するなど、つねに科学的なトレーニングを消化することに務める。このため、大学2年1965年の第41回箱根駅伝では監督から干された。采谷が座右の書としたのが采谷が日体大に進学した1963年に竹中正一翻訳で出版されたアーサー・リディアードの『リディアードのトレーニング方式』という書。箱根駅伝では1964年の第40回大会で、1年生にして8区を走り区間2位。3年時の1966年第42回大会では8区で1時間3分53秒の区間賞 に輝き、4年時の1967年第43回では、9区を走り区間4位であった。在学中は、三年時の3位が最高である。1965年、日体大2年時、中日福井マラソンで初マラソン初優勝（2時間26分19秒）。1966年、第4回延岡西日本マラソン優勝（2時間21分58秒）。大学3年から4年にかけて、あらゆる機会をとらえては長距離・マラソン競技に出場し、卒業後の国内陸上界への進出の基礎を作る。1967年8月、東京ユニバーシアードマラソン優勝。采谷のマラソン界への進出が日体大陸上競技部飛躍の「火つけ役」となった。

### メキシコオリンピック代表選考
1967年4月、日本体育大学卒業後、かねてからの念願どおり高校教師となり帰郷。広島県立竹原高校に教諭として赴任。高校陸上部の監督を務めながら自身も競技を続け、各地のマラソン大会に出場し重厚なフォームでタイムを短縮した。半日で授業が終わる土曜日、勤務先の竹原から自宅まで約40キロを走って帰宅、毎朝8キロのジョギングを欠かさず、放課後も指導する陸上部員とともに走り込んだ。県内に出張すれば帰路は可能な限り走ったという。体育教諭として働き始めて1ヶ月余りで出場した第23回毎日マラソン（後のびわ湖毎日マラソン）で6位。夜行列車で滋賀から広島に戻り翌日は授業に出たという。しかし、この年末の国際マラソン・レース直後から"世界のランナー・采谷"の栄光と悲劇への道がはじまる。メキシコオリンピックへの指定レース一つ目の1967年12月、第21回国際朝日マラソンで6位。デレク・クレイトンが史上初めて2時間10分の壁を破ったレースで、一気に自己記録を7分以上も縮め、代表争いに加わる。翌1968年2月、指定レース二つ目の第17回別府大分毎日マラソンでは40キロで君原健二を抜き佐々木精一郎に次ぎ2位。この別府大分毎日マラソンの後、日本陸連のマラソン部会が「指定レース三つ目の第23回びわ湖毎日マラソン終了後、日本代表3選手と補欠1人の計4人を決める」と発表。そのびわ湖毎日マラソンで采谷は、1位宇佐美彰朗に次ぎ2位となった（3位君原）。びわ湖毎日マラソン終了後、日本陸連のマラソン部会が主体の選考委員会は、もめにもめ、佐々木精一郎、宇佐美彰朗、君原健二の3人が正選手、采谷は補欠とした。しかし理事会がこれを承認せず、「4人とも同格の代表で、正補欠は7月の富士山合宿のレースで決める」と決定。理事会が選考委の決定をくつがえした理由は采谷の扱いだった。采谷は君原に二度勝っているから、君原の方が補欠にまわるのが自然だが、君原のコーチ・高橋進がマラソン部会の中でも特に発言力が強く、「佐々木、宇佐美、君原の3人にはマンツーマンのコーチがいるのに采谷にコーチはいない」「采谷は新人で伸び盛りの魅力はあるが、メキシコで走った経験がない。一方の君原は現在より向上は望めないが、メキシコ4回遠征の経験があり、空気の希薄なメキシコシティでのマラソンは、高地マラソンを体験した君原が有利。キャリアを誇るベテランを一枚加えることが絶対条件である」などと強力に君原を推したといわれる。不可解な代表選考に母校の日体大も立ち上がり「君原がウインザー・マラソン（英国）に出るなら、采谷も派遣して二人を対決させてくれ」と掛け合うが陸連は了承せず。さらに、「7月の富士山合宿のレースで正補欠を決める」としていたのに「エントリー締め切り日（競技3日前）にもっとも調子のいい選手を出す」と方針を変えた。このような決定は補欠の采谷に大きな心理的負担となった。マラソンコーチには貞永信義が付いたのだが、貞永が浮き上がり、佐々木、宇佐美、君原の各コーチが自分たちのスケジュールで練習をやらせ、選手同志は口もきかない状態となった。采谷は7月のメキシコ遠征中にあった30キロと5000メートルマラソンで、それぞれ5位、9位と成績が振るわず、高地の順応性が遅いとの理由で、日本陸連は7月24日、采谷を補欠とする最終決定を発表した（オリンピックマラソン代表の選考事情）。選考レースだったはずの3レースの成績は、完全に無視された。また、当初メキシコには4人を派遣するとしていたが、2月開催のグルノーブルオリンピックで日本人選手が不振だったために、全種目に少数精鋭主義が唱えられ、最終合宿で正3選手の故障が無ければ、采谷はメキシコに派遣しない、と決まり完全に代表から外された。選考会でタイムが采谷より下だった君原健二が代表に選ばれ、君原はオリンピック本番で銀メダルを獲得した。采谷は多くの同情を集め"悲運のランナー"などと呼ばれたが、その後もコーチに付かず独力でマラソンに取り組む。

### 公務員ランナーとして
同年暮れ12月の第22回国際朝日マラソンでは、その年の日本最高記録、2時間12分40秒6で2位となり意地を見せた。翌1969年2月の第18回別府毎日マラソンでも2位（2時間17分38秒）。同年4月21日の第73回ボストンマラソンでは大会新記録の2時間13分49秒を出して優勝した。采谷がオニツカタイガーを使用したことから、ジョギングブーム創成期に、オニツカタイガーの名を世界的に有名にしたといわれる。これら目覚ましい活躍で"ミュンヘンオリンピックの本命"と騒がれ、鐘紡、神戸製鋼、東洋工業、旭化成などの大会社から誘いを受け悩むが、最後は生徒への愛着から教師として競技を続けることを決断した。
何度かスランプもあったが、1971年3月の第26回びわ湖毎日マラソンで優勝するなどで（2時間16分45秒4）、1972年のミュンヘンオリンピック男子マラソン代表を勝ち取る。代表3選手（今回は補欠は置かれなった）は「切り札・宇佐美彰朗、ここ一番・君原健二、執念・采谷義秋」と評された。しかし本番では36位（2時間25分37秒4）に終わった。マラソンだけでなく駅伝にも呉市体協の大黒柱として中国駅伝（現・天皇盃全国都道府県対抗男子駅伝競走大会）に出場、都市の部のエースであった。その後も広島県立海田高校、広島県立呉昭和高校、広島県立広高校等で教員を務めながら約10年間、日本のトップクラスのマラソンランナーとして活躍した。
大学入学以降、学校教師時代を通して特定のコーチを付けず競技生活を全う、マラソン大会へは、広島県教育事業団所属の高校教師として出場した公務員名ランナーであった。金栗四三は采谷について、「昔のわしのように、学校の先生をしながらマラソンをやってるのは采谷君だけですからね。わしの後五十年以上も、そういう人はでなかった。いってみれば、跡継ぎですな」と話した。
現役引退後も定年まで教職を続けた。長く居住した竹原市では、2004年から采谷の名前を冠したクロスカントリー大会「采谷記念・ラビットクロカンin大久野島」が毎年開催されている。

### 闘病
2020年12月、喉頭がんのため声帯の摘出手術を受けた。
2022年11月5日、肺炎のため広島県呉市の病院で死去。78歳没。

## 主な競技歴
- 1966年1月 第42回箱根駅伝8区 区間賞（日本体育大学3年）
- 1967年8月 東京ユニバーシアードマラソン 優勝
- 1967年12月3日 第21回国際朝日マラソン 6位
- 1968年2月 第17回別府大分毎日マラソン 2位
- 1968年4月 第23回びわ湖毎日マラソン 2位
- 1968年12月8日 第22回国際朝日マラソン 2位（2時間12分40秒6）[22]
- 1969年2月2日 第18回別府毎日マラソン 2位（2時間17分38秒）
- 1969年4月21日 第73回ボストンマラソン 優勝（2時間13分49秒(大会新記録)）後半の心臓破りの丘を越えた後、独走した。
- 1969年7月20日 イギリスマンチェスターマラソン 4位（2時間19分37秒）
- 1970年4月12日 第25回びわ湖毎日マラソン 2位（2時間14分19秒）
- 1970年12月6日 第24回国際マラソン 3位（2時間12分12秒0）[31]（生涯自己最高記録）
- 1971年3月21日 第26回びわ湖毎日マラソン 優勝（2時間16分45秒4））[26]
- 1972年3月 ミュンヘンオリンピック男子マラソン代表に選出される。
- 1972年 ミュンヘンオリンピック マラソン競技 36位（2時間25分37秒4）
- 1973年3月18日 第27回びわ湖毎日マラソン 3位[32]
- 1976年4月 第80回ボストンマラソン 23位

## マラソン全成績
1. 2時間26分03秒 優勝 1964.04.10 福井
2. 2時間28分55秒 5位 1965.01.15 愛媛(松山)
3. 2時間25分01秒 2位 1965.04. 福井
4. 2時間33分55秒 21位 1965.10.10 朝日(福岡)
5. 2時間28分58秒 54位 1966.02.13 別府大分
6. 2時間21分58秒 優勝 1966.03.21 西日本(延岡)
7. 2時間31分54秒 6位 1966.05.15 関東IC(青梅)
8. 2時間28分48秒 7位 1966.09.25 東日本(盛岡)
9. 2時間30分15秒 6位 1967.05.14 毎日
10. 2時間23分48秒 優勝 1967.09.15 玉造
11. 2時間14分49秒6 6位 1967.12.03 福岡国際
12. 2時間15分22秒0 2位 1968.02.04 別府大分
13. 2時間14分24秒 2位 1968.04.14 毎日
14. 2時間18分46秒2 優勝 1968.09.22 東日本(郡山)
15. 2時間12分40秒6 2位 1968.12.08 福岡
16. 2時間17分38秒2 2位 1969.02.02 別府大分
17. 2時間13分49秒 優勝 1969.04.21 ﾎﾞｽﾄﾝ（大会新記録）
18. 2時間19分37秒 4位 1969.07.20 ﾏﾝﾁｪｽﾀｰ・ﾏｸｿｰﾙ
19. 2時間22分28秒4 29位 1969.12.07 福岡国際
20. 2時間14分19秒 2位 1970.04.12 毎日
21. 2時間16分00秒 2位 1970.08.23 ﾏﾝﾁｪｽﾀｰ
22. 2時間12分12秒0 3位 1970.12.06 福岡国際（自己ベスト）
23. 2時間16分45秒4 優勝 1971.03.21 毎日
24. 2時間19分28秒 優勝 1971.04.11 福井
25. 2時間23分29秒6 7位 1971.09.12 ﾐｭﾝﾍﾝ・プレ五輪
26. 2時間25分41秒 19位 1971.12.05 福岡国際
27. 2時間22分48秒 3位 1972.03.19 毎日（ミュンヘン五輪代表権獲得）
28. 2時間25分59秒 36位 1972.09.10 ﾐｭﾝﾍﾝ･ｵﾘﾝﾋﾟｯｸ
29. 2時間18分20秒6 2位 1973.02.04 京都
30. 2時間15分53秒 3位 1973.03.18 毎日